# Psylla sulcata
Psylla sulcata är en insektsart som beskrevs av Mathur 1973. Psylla sulcata ingår i släktet Psylla och familjen rundbladloppor. Inga underarter finns listade i Catalogue of Life.